# Dayton Literary Peace Prize

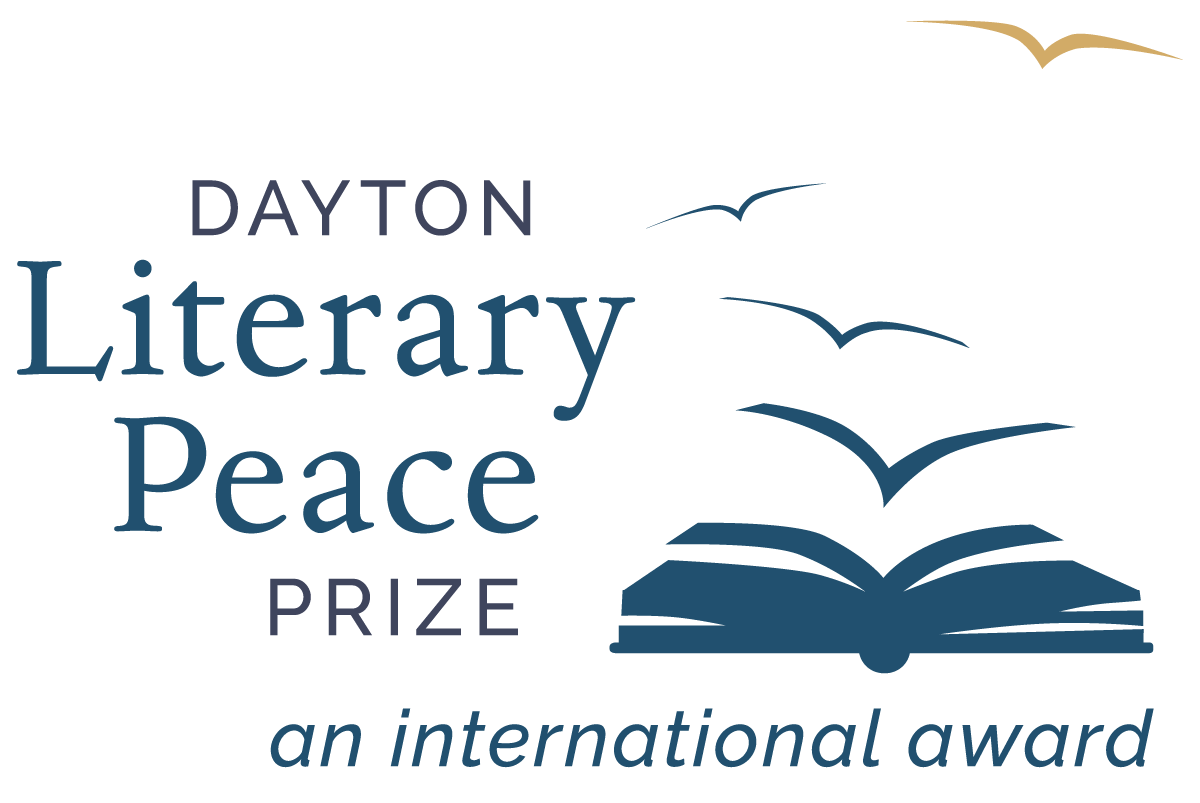
Logo

Der Dayton Literary Peace Prize ist der einzige jährlich vergebene Literaturpreis in den USA, der für Werke vergeben wird, die für Frieden werben. Preise werden für Belletristik und Sachbücher vergeben, die im vorherigen Jahr veröffentlicht wurden und die dem Leser helfen, ein besseres Verständnis anderer Menschen, Kulturen, Glaubensrichtungen oder politischer Ansichten zu entwickeln. Der Gewinner in jeder Kategorie erhält einen Geldpreis in Höhe von 10.000 USD.
Der Preis wird in Erinnerung an das Abkommen von Dayton vergeben, das 1995 nach dreieinhalb Jahren den Krieg in Bosnien und Herzegowina beendete. Bis 2011 wurden alle Auszeichnungen als Dayton Literary Peace Prize bezeichnet. Ab 2011 bekam der Preis für die Kategorie „Lebenswerk“ den Titel Richard C. Holbrooke Distinguished Achievement Award, um an Richard Holbrooke zu erinnern, der US-Sonderbeauftragter für den Balkan war und wesentlich am Abkommen von Dayton beteiligt war.

## Preisträger
2006
- Gewinner in der Kategorie Belletristik: Francine Prose, A Changed Man[6]
- Zweitplatzierter in der Kategorie Belletristik: Kevin Haworth, The Discontinuity of Small Things[7]
- Gewinner in der Kategorie Sachbuch: Stephen Walker, Shockwave: Countdown to Hiroshima[8]
- Zweitplatzierter in der Kategorie Sachbuch: Adam Hochschild, Bury the Chains: Prophets and Rebels in the Fight to Free an Empire's Slaves[9]
- Auszeichnung für das Lebenswerk: Studs Terkel[10]

2007
- Gewinner in der Kategorie Belletristik: Brad Kessler, Birds in Fall[12]
- Zweitplatzierter in der Kategorie Belletristik: Lisa Fugard, Skinner's Drift[13]
- Gewinner in der Kategorie Sachbuch: Mark Kurlansky, Nonviolence: Twenty-five Lessons From the History of a Dangerous Idea[14]
- Zweitplatzierter in der Kategorie Sachbuch: Greg Mortenson and David Oliver Relin, Three Cups of Tea: One Man's Mission to Promote Peace … One School at a Time[15]
- Auszeichnung für das Lebenswerk: Elie Wiesel[16]

2008
- Gewinner in der Kategorie Belletristik: Junot Díaz, The Brief Wondrous Life of Oscar Wao
- Zweitplatzierter in der Kategorie Belletristik: Daniel Alarcón, Lost City Radio
- Gewinner in der Kategorie Sachbuch: Edwidge Danticat, Brother, I'm Dying
- Zweitplatzierter in der Kategorie Sachbuch: Cullen Murphy, Are We Rome?
- Auszeichnung für das Lebenswerk: Taylor Branch[18]

2009
- Gewinner in der Kategorie Belletristik: Richard Bausch, Peace
- Zweitplatzierter in der Kategorie Belletristik: Uwem Akpan, Say You're One of Them
- Gewinner in der Kategorie Sachbuch: Benjamin Skinner, A Crime So Monstrous: Face to Face with Modern Day Slavery
- Zweitplatzierter in der Kategorie Sachbuch: Thomas Friedman, Hot, Flat, and Crowded
- Auszeichnung für das Lebenswerk: Nicholas Kristof und Sheryl WuDunn

2010
- Gewinner in der Kategorie Belletristik: Marlon James, The Book of Night Women
- Zweitplatzierter in der Kategorie Belletristik: Chimamanda Ngozi Adichie, The Thing Around Your Neck
- Gewinner in der Kategorie Sachbuch: Dave Eggers, Zeitoun
- Zweitplatzierter in der Kategorie Sachbuch: Justine Hardy, In the Valley of Mist
- Auszeichnung für das Lebenswerk: Geraldine Brooks

2011
- Gewinner in der Kategorie Belletristik: Chang-Rae Lee, The Surrendered
- Zweitplatzierter in der Kategorie Belletristik: Maaza Mengiste, Beneath the Lion’s Gaze
- Gewinner in der Kategorie Sachbuch: Wilbert Rideau, In the Place of Justice
- Zweitplatzierter in der Kategorie Sachbuch: Isabel Wilkerson, The Warmth of Other Suns
- Richard C. Holbrooke Distinguished Achievement Award: Barbara Kingsolver
- Wissenschaftspreis: Nigel Young, The Oxford International Encyclopedia of Peace

2012
- Gewinner in der Kategorie Belletristik: Andrew Krivak, The Sojourn
- Zweitplatzierter in der Kategorie Belletristik: Ha Jin, Nanjing Requiem
- Gewinner in der Kategorie Sachbuch: Adam Hochschild, To End All Wars
- Zweitplatzierter in der Kategorie Sachbuch: Annia Ciezadlo, Day of Honey
- Richard C. Holbrooke Distinguished Achievement Award: Tim O’Brien[23]

2013
- Gewinner in der Kategorie Belletristik: Adam Johnson, The Orphan Master's Son
- Zweitplatzierter in der Kategorie Belletristik: Ben Fountain, Billy Lynn's Long Halftime Walk
- Gewinner in der Kategorie Sachbuch: Andrew Solomon, Far from the Tree: Parents, Children, and the Search for Identity. Deutscher Titel: Weit vom Stamm: Wenn Kinder ganz anders als ihre Eltern sind
- Zweitplatzierter in der Kategorie Sachbuch: Gilbert King, Devil in the Grove: Thurgood Marshall, the Groveland Boys, and the Dawn of a New America
- Richard C. Holbrooke Distinguished Achievement Award: Wendell Berry[25]

2014
- Gewinner in der Kategorie Belletristik: Bob Shacochis, The Woman Who Lost Her Soul
- Zweitplatzierter in der Kategorie Belletristik: Margaret Wrinkle, Wash
- Gewinner in der Kategorie Sachbuch: Karima Bennoune, Your Fatwa Does Not Apply Here: Untold Stories from the Fight Against Muslim Fundamentalism
- Zweitplatzierter in der Kategorie Sachbuch: Jo Roberts, Contested Land, Contested Memory: Israel’s Jews and Arabs and the Ghosts of Catastrophe
- Holbrooke Award for Lifetime Achievement: Louise Erdrich

2015
- Gewinner in der Kategorie Belletristik: Josh Weil, The Great Glass Sea
- Zweitplatzierter in der Kategorie Belletristik: Anthony Doerr, All the Light We Cannot See
- Gewinner in der Kategorie Sachbuch: Bryan Stevenson, Just Mercy: A Story of Justice and Redemption
- Zweitplatzierter in der Kategorie Sachbuch: Jeff Hobbs, The Short And Tragic Life of Robert Peace: A Brilliant Young Man Who Left Newark for the Ivy League
- Holbrooke Award for Lifetime Achievement: Gloria Steinem

2016
- Gewinner in der Kategorie Belletristik: Viet Thanh Nguyen, The Sympathizer
- Zweitplatzierter in der Kategorie Belletristik: James Hannaham, Delicious Foods
- Gewinner in der Kategorie Sachbuch: Susan Southard, Nagasaki: Life After Nuclear War
- Zweitplatzierter in der Kategorie Sachbuch: Kennedy Odede und Jessica Posner, Find Me Unafraid: Love, Loss, and Hope in an African Slum
- Holbrooke Award for Lifetime Achievement: Marilynne Robinson

2017
- Gewinner in der Kategorie Belletristik: Patricia Engel, The Veins of the Ocean
- Zweitplatzierter in der Kategorie Belletristik: Yaa Gyasi, Homegoing
- Gewinner in der Kategorie Sachbuch: David Wood, What Have We Done: The Moral Injury of Our Longest Wars
- Zweitplatzierter in der Kategorie Sachbuch: Ben Rawlence, City of Thorns: Nine Lives in the World’s Largest Refugee Camp
- Holbrooke Award for Lifetime Achievement: Colm Tóibín

2018
- Gewinner in der Kategorie Belletristik: Hala Alyan, Salt Houses
- Zweitplatzierter in der Kategorie Belletristik: Min Jin Lee, Pachinko
- Gewinner in der Kategorie Sachbuch: Ta-Nehisi Coates, We Were Eight Years in Power
- Zweitplatzierter in der Kategorie Sachbuch: Michelle Kuo, Reading with Patrick
- Holbrooke Award for Lifetime Achievement: John Irving

2019
- Gewinner in der Kategorie Belletristik: Golnaz Hashemzadeh Bonde, What We Owe
- Zweitplatzierter in der Kategorie Belletristik: Richard Powers, The Overstory
- Gewinner in der Kategorie Sachbuch: Eli Saslow, Rising Out of Hatred: The Awakening of a Former White Nationalist
- Zweitplatzierter in der Kategorie Sachbuch:  Wil Haygood, Tigerland: 1968-1969: A City Divided, a Nation Torn Apart, and a Magical Season of Healing
- Holbrooke Award for Lifetime Achievement: N. Scott Momaday

2020
- Holbrooke Award for Lifetime Achievement: Margaret Atwood